# План повоєнного відновлення України
План відновлення України від наслідків російської агресії — це план заходів з післявоєнного відновлення та розвитку України, перелік пропозицій щодо пріоритетних реформ та стратегічних ініціатив, проєктів нормативно-правових актів, прийняття і реалізація яких є необхідними для ефективної роботи та відновлення України у воєнний і післявоєнний період.

## Проєкт плану повоєнного відновлення України
Національна рада з відновлення України від наслідків війни є консультативно-дорадчим органом при Президентові України. Основним завданням Ради є розроблення плану заходів з післявоєнного відновлення та розвитку України. Національна рада з відновлення України від наслідків війни відповідно до Указу Президента від 21 квітня 2022 року № 266/2022 в рамках 24 робочих груп розробила проєкт плану повоєнного відновлення.
Він базується на 5 основних принципах:
- Негайний початок і поступовий розвиток;
- Нарощування справедливого добробуту;
- Інтеграція в ЄС;
- Відбудова кращого, ніж було, в національному та регіональному масштабах;
- Стимулювання приватних інвестицій.

## Міжнародне обговорення повоєнного відновлення України
- Конференція в Лугано (URC 2022) 4—5 липня 2022 року; [3]
- Берлінська конференція (англ. International Expert Conference on the Recovery, Reconstruction and Modernisation of Ukraine) 25 жовтня 2022 року.[4] [5] [6]
- Конференції з відновлення України у Римі, 26-го квітня 2023 року.[7]
- Конференція в Лондоні (URC 2023) 21—22 червня 2023 року. [8] [9]
- Конференція в Берліні (URC 2024) 11—12 червня 2024 року.

## Позиція Європейського союзу
Позиція та бачення Європейської Комісії (ЄК) щодо повоєнного відновлення зафіксована у комюніке COM(2022) 233 “Ukraine Relief and Reconstruction” від 18 травня 2022 року. Європейська Комісія сформувала своє бачення повоєнного відновлення як системного процесу, що включає відбудову від наслідків війни, модернізацію держави, проведення широго спектру євроінтеграційних реформ та підтримку середньострокового розвитку економіки та суспільства.

## Зелене повоєнне відновлення
Зелене (чи стале) відновлення України слід розглядати як одну з можливих концепцій повоєнного відновлення. Концепція зеленого відновлення базується на цілісному баченні розвитку суспільства, економіки та держави в цілому. Україна може скористатись можливостями, що створює повоєнне відновлення, для того, щоб закласти основи майбутнього зеленого зростання. Ця, цілком раціональна мета, може бути досягнута, якщо візія повоєнного відновлення буде зеленою.